# ناحیه الینگتون، میشیگان
ناحیه الینگتون (به انگلیسی: Ellington Township) یک منطقهٔ مسکونی در ایالات متحده آمریکا است که در شهرستان تاسکولا، میشیگان واقع شده‌است.
 ناحیه الینگتون ۹۲٫۵ کیلومتر مربع مساحت و ۱٬۳۳۲ نفر جمعیت دارد و ۲۱۶ متر بالاتر از سطح دریا واقع شده‌است.